# Dolce Amore
Dolce Amore é uma telenovela filipina exibida pela ABS-CBN entre 15 de fevereiro e 26 de agosto de 2016, estrelada por Enrique Gil e Liza Soberano.
Em Angola e Moçambique, a novela foi exibida na StarTimes Novela P sob o título Doce Amor.

## Enredo
Serena (Liza Soberano) é uma jovem e bela mulher italiana que foi adotada por um rico casal italiano quando ela era uma criança. Quando ela se vê presa em um casamento arranjado, ela foge para as Filipinas, um país que a fascinava desde que ela era pequena, por causa das histórias que ouvia de sua babá filipina e das histórias que seu amigo de correspondência das Filipinas lhe contara. Lá, ela conhece e se apaixona por seu amigo de correspondência, Simon, também conhecido como Tenten (Enrique Gil), um rapaz pobre e trabalhador adotado de Tondo que foi forçado a aceitar empregos não convencionais para ajudar sua família.

## Elenco

### Elenco principal
- Enrique Gil como Simon Vicente "Tenten" Ibarra
  - Marc Santiago como Simon Vicente "Tenten" Ibarra (jovem)
- Liza Soberano como Serena Marchesa / Monica Urtola
  - Hannah Lopez Vito como Serena Marchesa (jovem)

### Elenco de apoio
- Matteo Guidicelli como Gian Carlo De Luca
- Cherie Gil como Luciana Marchesa
- Sunshine Cruz como Alice Urtola
- Edgar Mortiz como Ruben "Dodoy" Ibarra
- Rio Locsin como Pilita "Taps" Ibarran.
- Kean Cipriano como Binggoy Ibarra
- Ruben Maria Soriquez como Roberto Marchesa
- Andrew E. como Eugene "Uge" Urtola
- Sue Ramirez como Angela "Angel" Urtola
- Joseph Marco como River Cruz
- Alvin Anson como Favio De Luca

## Trilha sonora
1. Your Love – Michael Pangilinan
2. Spark – Jona
3. Kung Di Magkatagpo – Enrique Gil e Liza Soberano
4. Mobe – Enrique Gil
5. In Lab na In Lab – Sue Ramirez
6. Spark – Liza Soberano
7. Your Love – Juris
8. Forevermore – Juris

## Prêmios e indicações
| Ano  | Prêmio             | Categoria             | Indicação   | Resultado |
| ---- | ------------------ | --------------------- | ----------- | --------- |
| 2016 | Parangal Paulinian | Dramang Pantelebisyon | Dolce Amore | Venceu    |

## Exibição
| País/Região         | Emissora            | Data de estréia         | Data de final        | Título                |
| ------------------- | ------------------- | ----------------------- | -------------------- | --------------------- |
| Filipinas           | ABS-CBN             | 15 de fevereiro de 2016 | 26 de agosto de 2016 | Dolce Amore           |
| Estados Unidos      | TFC                 | fevereiro de 2016       | agosto de 2016       | Dolce Amore           |
| Canadá              | TFC                 | fevereiro de 2016       | agosto de 2016       | Dolce Amore           |
| Japão               | TFC                 | fevereiro de 2016       | agosto de 2016       | Dolce Amore           |
| Taiwan              | TFC                 | fevereiro de 2016       | agosto de 2016       | Dolce Amore           |
| Hong Kong           | TFC                 | fevereiro de 2016       | agosto de 2016       | Dolce Amore           |
| Malásia             | TFC                 | fevereiro de 2016       | agosto de 2016       | Dolce Amore           |
| Indonésia           | TFC                 | fevereiro de 2016       | agosto de 2016       | Dolce Amore           |
| Singapura           | TFC                 | fevereiro de 2016       | agosto de 2016       | Dolce Amore           |
| Papua-Nova Guiné    | TFC                 | fevereiro de 2016       | agosto de 2016       | Dolce Amore           |
| Austrália           | TFC                 | fevereiro de 2016       | agosto de 2016       | Dolce Amore           |
| Nova Zelândia       | TFC                 | fevereiro de 2016       | agosto de 2016       | Dolce Amore           |
| Europa              | TFC                 | fevereiro de 2016       | agosto de 2016       | Dolce Amore           |
| Médio Oriente       | TFC                 | fevereiro de 2016       | agosto de 2016       | Dolce Amore           |
| Cazaquistão         | 31 Kanal            | 8 de agosto de 2016     |                      | Бақытты болғым келеді |
| África              | StarTimes Novela E1 | 5 de novembro de 2016   | presente             | Sweet Love            |
| Angola · Moçambique | StarTimes Novela P  | 2018                    |                      | Doce Amor             |